# Luigi Morleo
Luigi Morleo (16 noiembrie 1970 în Mesagne) este un compozitor italian.
Proiectele sale se concentrează pe problemele societății și pe diversele drepturi ale umanității.
1. ↑  Luigi Morleo, International Music Score Library Project, accesat în 9 octombrie 2017
2. ↑  Luigi Morleo, Musicalics
3. ↑  Luigi Morleo, SNAC, accesat în 9 octombrie 2017